# Anthony Brian Goodman
Pour les articles homonymes, voir Goodman.
 (septembre 2024).
Anthony Brian Goodman est un entrepreneur et un leader dans les domaines de la technologie et des finances, connu pour son rôle dans la création et la gestion de plusieurs entreprises.

## Biographie
Anthony Brian Goodman est né en 1959. Il a obtenu son diplôme de l’Université de Witwatersrand. Avant de commencer sa carrière dans les industries technologique et financière, il a été vice-président du marketing et des ventes chez Allergan Pharmaceuticals (Pty). 

## Carrière et réalisations
- Golden Matrix Group, Inc. : Goodman est le fondateur de cette entreprise et occupe actuellement plusieurs postes clés, y compris président, directeur général, secrétaire et trésorier. Golden Matrix Group est connue pour le développement de technologies pour les jeux de hasard et les jeux en ligne[2].
- Articulate Pty Ltd: Fondateur et dirigeant.
- Global Technology Group Pty Ltd: Goodman est directeur général de cette filiale de Golden Matrix Group, où il est responsable de la direction stratégique et du développement technologique.
- Elray Resources, Inc.: Goodman est en même temps président, directeur général, directeur financier, secrétaire et directeur de cette entreprise, qui se concentre sur la recherche et le développement dans le secteur des ressources.
- Luxor Capital LLC et Goodman Capital Group LLC: Goodman est membre des deux fonds d’investissement, où il contribue par son expérience en gestion de capital et en stratégies d’investissement.